# Агон Мехметі
Агон Мехметі (швед. Agon Mehmeti, * 20 листопада 1989, Соціалістичний автономний край Косово, СР Сербія, Югославія) — шведський футболіст косоварського походження, нападник клубу «Мальме». Грав за національну збірну Албанії.

## Досягнення
- Чемпіон Швеції (2):

«Мальме»: 2010, 2014
- Володар Суперкубка Швеції (1):

«Мальме»: 2014